# 梅内忍
梅内 忍（うめうち しのぶ、1944年4月1日 - 2019年9月10日）は日本中央競馬会栗東トレーニングセンターに所属していた元調教師。鹿児島県鹿屋市出身。

## 略歴
旧姓は榎屋。1959年に鹿児島より上京して馬事公苑で長期騎手課程講習を受講。同期には中島啓之のほか、同級生で同じ列車で上京し、出身地も同じ鹿屋市であった郷原洋行、梅内と同じ鹿児島県出身であった中神輝一郎らがいる。
1962年3月、京都競馬場所属の松元正雄厩舎所属でデビューしたが、初年度には1勝も出来ず、初勝利は翌年まで持ち越された。その後、坪重兵衛厩舎に移動ののち、1966年には、坪厩舎の先輩騎手で、新たに開業する伊藤雄二厩舎所属となる。
伊藤厩舎初期の主戦騎手として数々の馬に騎乗し、厩舎初の重賞勝ちを記録するなどして勝ち星も増えたが、梅内慶蔵調教師の娘婿となって梅内姓に改称、1972年には義父の厩舎に移籍した。
1972年にデビューしたキシュウローレルにはデビュー戦から騎乗し、デイリー杯3歳ステークスを当時の日本レコードとなる1分22秒2で快勝すると、続く阪神3歳ステークスも快勝したが、桜花賞ではニットウチドリの2着に破れた。そして、繁殖入りのための引退レースとなった京都牝馬特別では、レース中に骨折して非業の死を迎えたが、梅内自身も大腿骨骨折などの大怪我を負ってしまう。翌年復帰したが、もともと体重が増えやすい体質が災いして減量に苦労する様になり、成績も徐々に低下していった。1984年に騎手を引退し、調教助手へ転向した。
騎手時代には、このほか1973年はメジロスイセイで京都記念秋を勝利するなど、通算253勝（うち重賞6勝）を挙げた。
調教助手時代にはマヤノジョウオの調教を担当。1987年には義父が死去して厩舎が解散となるが、その直後に同馬が勝利した北九州記念では、新たな所属先となった加藤敬二調教師の配慮により、勝利調教師として表彰を受けた。
1989年、調教師免許を取得して開業。セイユウ記念3連覇を果たしたシゲルホームランなどを管理した。また長女の栄子は、女性調教助手の草分け的存在として知られている。
2015年2月28日付けで定年により調教師を引退した。
2019年9月10日に死去。75歳没。「静かに見送りたい」との意向で葬儀は家族葬で行い、訃報もすぐには公表せず2年後の2021年8月のインタビュー記事で栄子が明らかにした。

## 騎手成績
| 通算成績 | 1着 | 2着 | 3着 | 騎乗数 | 勝率 | 連対率 |
| -------- | --- | --- | --- | ------ | ---- | ------ |
| 平地     | 231 | 225 | 229 | 2241   | .103 | .203   |
| 障害     | 22  | 20  | 24  | 132    | .167 | .318   |
| 計       | 253 | 245 | 253 | 2373   | .107 | .210   |

|                    | 日付           | 競走名             | 馬名             | 頭数 | 人気 | 着順 |
| ------------------ | -------------- | ------------------ | ---------------- | ---- | ---- | ---- |
| 初騎乗             | 1962年3月17日  | -                  | ブランドカーン   | -    | -    | 10着 |
| 初勝利             | 1962年3月31日  | -                  | コールキング     | -    | -    | 1着  |
| 重賞初騎乗・初勝利 | 1963年6月7日   | アラブ大障害（春） | ヒダノオー       | 8頭  | 7    | 1着  |
| GI級初騎乗・初勝利 | 1972年12月10日 | 阪神3歳S           | キシュウローレル | 15頭 | 1    | 1着  |

### 主な騎乗馬
- キシュウローレル（阪神3歳ステークス・デイリー杯3歳ステークス）
- メジロスイセイ（京都記念・秋）
- ミカファスト（京都4歳特別）
- デヤレスト（阪神障害ステークス）

## 調教師成績
|            | 日付           | 競馬場・開催  | 競走名       | 馬名             | 頭数 | 人気 | 着順 |
| ---------- | -------------- | ------------- | ------------ | ---------------- | ---- | ---- | ---- |
| 初出走     | 1989年11月26日 | 5回京都8日6R  | 3歳上400万下 | インターイズミ   | 13頭 | 6    | 10着 |
| 初勝利     | 1989年4月4日   | 3回中京7日2R  | 2歳未勝利    | ミノリオージャ   | 15頭 | 5    | 1着  |
| 重賞初出走 | 1990年4月8日   | 3回阪神6日10R | 桜花賞       | テンザンアルファ | 18頭 | 9    | 5着  |
| 重賞初勝利 | 1990年8月26日  | 3回小倉6日11R | 小倉記念     | スノージェット   | 12頭 | 5    | 1着  |

### 主な管理馬
- スノージェット（1990年小倉記念）
- シゲルホームラン（1993年 - 1995年セイユウ記念）
- バンブーマリアッチ（1999年愛知杯）
- ドンクール（2005年兵庫チャンピオンシップ、2006年名古屋大賞典）

## 主な厩舎所属者
※太字は門下生。括弧内は厩舎所属期間と所属中の職分。
- 安達昭夫（1993年-1994年 騎手、1994年-1999年 調教助手）
- 植野貴也（1994年-1998年 騎手）
- 吉田直弘（1996年-2004年 厩務員、調教厩務員、調教助手）
- 大下智（2007年-2011年 騎手）
- 梅内栄子（1989年-2015年 厩務員、梅内忍の実娘でJRA競馬学校厩務員課程の女性第1号[1]）

## 関連人物
- 伊藤雄二
- 梅内慶蔵
- 郷原洋行
- 中神輝一郎
- 中島啓之
- 藤原哲郎
- 吉永正人 - 梅内と同じく鹿屋市出身の先輩騎手。梅内の友人でもあった。